# 테네시강 유역 개발 공사

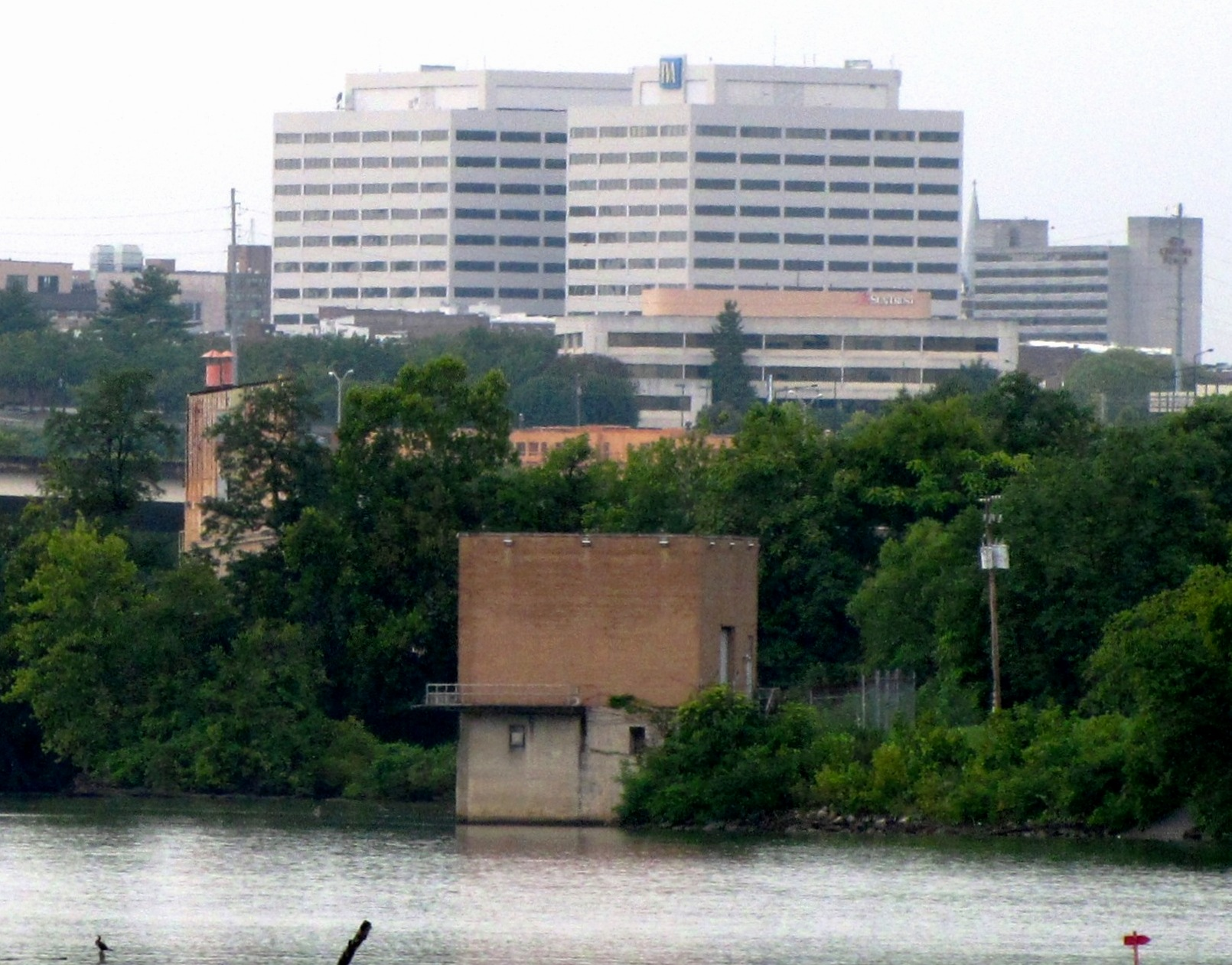
테네시강 유역 개발 공사 본부

테네시강 유역 개발 공사(영어: Tennessee Valley Authority, 약칭 TVA)는 1933년 5월 18일 프랭클린 D. 루스벨트 미국 대통령이 대공황 극복을 위한 뉴딜 정책의 일환으로 시작된 테네시강 유역 종합 개발 사업을 목적으로 설립된 미국의 정부 기관이다. 본부는 테네시주 녹스빌에 있다.
테네시강 유역 지대의 홍수 조절과 농업의 현대화, 삼림 녹화, 동력 자원의 개발 등에 관한 업무를 담당하며 테네시주의 대부분 지역, 앨라배마주와 미시시피주, 켄터키주의 일부 지역, 조지아주와 노스캐롤라이나주, 버지니아주의 소규모 지역을 관할한다.

## 같이 보기
- 뉴딜